# Lactobacillus nantensis
Lactobacillus nantensis è una specie di batterio appartenente alla famiglia delle Lactobacillaceae.